# Gerda Stiegler
Gerda Löwenadler, tidigare Stiegler, född 27 november 1879 i Malmö, död 31 januari 1922 i Uppsala församling, Uppsala län, var en svensk skådespelerska.

## Biografi
Gerda Stiegler föddes 1879 i Malmö. Hon var från 1896 till 1897 anställd vid Folkteatern i Stockholm och från 1897 till 1898 hos Hjalmar Selander.
Stiegler har bland annat innehaft rollerna Greta i Gretas förlofningskalas, Adrienne i En Brottmålshistoria, Ellen i Sprängämnen, Lotta i Frun af stånd och frun i ståndet och Lotten i Hattmakarens bal.